# Express Airways
Express Airways d.o.o. je slovenska letalska družba s sedežem v Orehovi vasi pri Mariboru,  matično letališče družbe  je Letališče Edvarda Rusjana v Mariboru. Nemška podružnica Express Airways GmbH ima sedež v Düsseldorfu. Opravlja predvsem sezonske lete iz Nemčije v Španijo, Hrvaško in Italijo.

## Zgodovina
Družba Express Airways je bila ustanovljena leta 1999. Letalske operacije je izvajala z letali Fokker F27 Friendship, Short 360 in Airbus A300 prirejenimi za prevažanje tovora za potrebe FedEx-a. Leta 2003 je funkcijo direktorja družbe prevzel Sefa Tuncer, ki je bistveno optimiziral strukturo in stroškovno učinkovitost družbe. Po letu 2003 se je družba pričela ukvarjati tudi s prodajo letal strankam po vsem svetu, med drugim v (ZDA, Peru, Makedonijo, Egipt, Maroko, Španija, Nizozemsko, Nemčija, Turčijo, Nepal in Butan). V tem času je družba operirala z dvemi letali Short 360.
Leta 2012 je družba ustanovila letalsko šolo v Sloveniji in še istega leta pričela z izvajanjem potniškega prometa. V letu 2013 so v družbi pričeli s projektom CRJ200. letala so leta 2014 oddali v najem nepalski letalski družbi Saurya Airlines.  Družba izvaja tudi panoramske lete nad Slovenijo.
Danes v družbi poleg prevozov potnikov ponujajo širok spekter storitev za letalsko industrijo, od usposabljanja posadk do programov vzdrževanja letal.

## Destinacije
Januarja 2016 je družba najavila izvajanje letalske dejavnosti med naslednjimi letališči:
 Hrvaška
- Pulj - Letališče Pulj sezonsko (od 13. maja 2016)
- Split - Letališče Split sezonsko

 Nemčija
- Bremen - Letališče Bremen sezonsko
- Friedrichshafen - Letališče Friedrichshafen sezonsko (od 30. aprila 2016)
- Karlsruhe Baden-Baden - Letališče Karlsruhe/Baden-Baden sezonsko
- Nuremberg - Letališče Nuremberg sezonsko (od 2. maja 2016)

 Italija
- Taranto - Letališče Taranto-Grottaglie sezonsko (od 2. maj 2016)

 Slovenija
- Maribor - Letališče Edvarda Rusjana Maribor sezonsko (od 28. aprila 2016)

 Španija
- Jerez de la Frontera - Letališče Jerez sezonsko (od 29. aprila 2016)
- Majorka - Letališče Majorka sezonsko (od 30. aprila  2016)
- Vigo - Letališče Vigo-Peinador sezonsko

## Flota
Februarja 2016 je družba imela v svoji sestavi naslednje letalo:
- Boeing 737-300

Družba je v letu 2015 uporabljala tudi letalo:
- ATR 72-500

Za potrebe šolanje so uporabljali lahko dvomotono štirisedežno letalo:
- Tecnam P2006T